# Maja Ognjenović

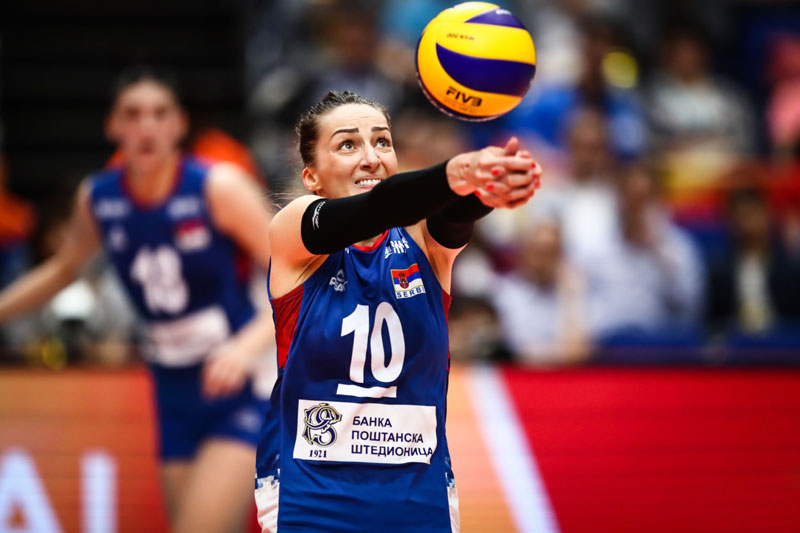
Maja Ognjenović reprezentantką Serbii w 2018 roku

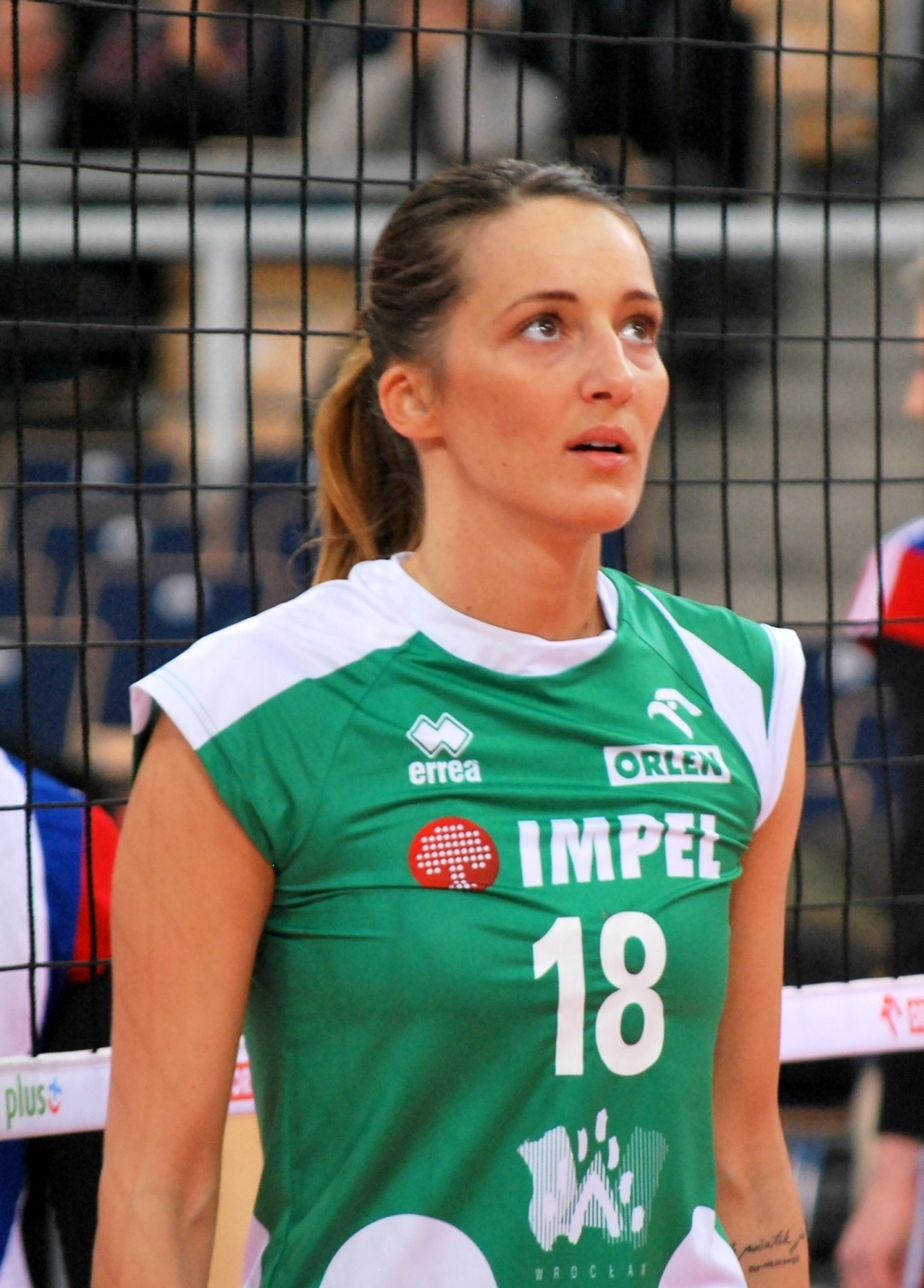
Maja Ognjenović zawodniczką Impelu Wrocław

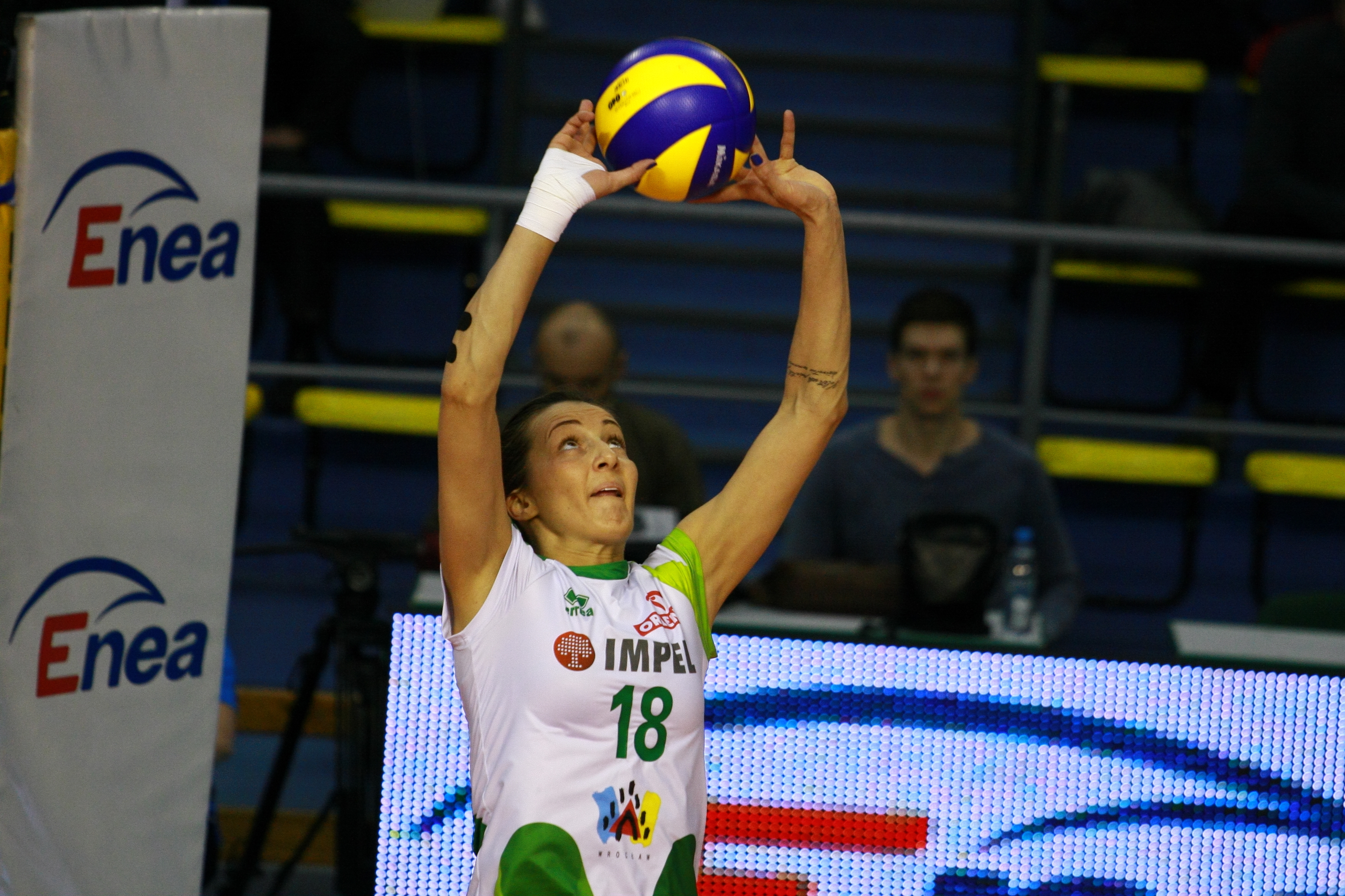
Maja Ognjenović zawodniczką Impelu Wrocław podczas wystawiania piłki w półfinałowym meczu Pucharu Polski (2012/2013)

Maja Ognjenović; srb. Маја Огњеновић (ur. 6 sierpnia 1984 roku w Zrenjaninie) – serbska siatkarka, reprezentantka kraju, grająca na pozycji rozgrywającej. 
Przed Igrzyskami Olimpijskimi 2024 w Paryżu została chorążym reprezentacji Serbii podczas ceremonii otwarcia.
Po Igrzyskach Olimpijskich 2024 w Paryżu postanowiła zakończyć reprezentacyjną karierę.

## Życie prywatne
W latach 2008–2013 była związana z serbskim koszykarzem Milošem Teodosiciem. W 2013 jej partnerem został serbski piłkarz wodny Danilo Ikodinović.

## Sukcesy klubowe
| Osiągnięcie                | Trofeum               | Sezon/Rok                                           |
| Liga serbska               | złoto · srebro · brąz | 2003/2004 2004/2005 2002/2003, 2005/2006            |
| Puchar Rumunii             | złoto                 | 2006/2007, 2007/2008                                |
| Liga rumuńska              | złoto                 | 2006/2007, 2007/2008                                |
| Puchar Challenge           | złoto                 | 2008/2009                                           |
| Liga turecka               | złoto · srebro · brąz | 2020/2021 2017/2018, 2022/2023 2009/2010, 2021/2022 |
| Puchar Grecji              | złoto                 | 2010/2011                                           |
| Liga grecka                | srebro                | 2010/2011                                           |
| Puchar Polski              | złoto                 | 2013/2014                                           |
| Liga polska                | złoto                 | 2013/2014, 2014/2015                                |
| Superpuchar Polski         | złoto                 | 2014                                                |
| Liga włoska                | srebro                | 2015/2016, 2023/2024                                |
| Klubowe Mistrzostwa Świata | złoto · brąz          | 2016 2019, 2022                                     |
| Liga Mistrzyń              | srebro · brąz         | 2020/2021, 2022/2023, 2024/2025 2016/2017           |
| Puchar CEV                 |                       | 2017/2018, 2021/2022                                |
| Superpuchar Rosji          | złoto                 | 2018                                                |
| Puchar Rosji               | złoto                 | 2018                                                |
| Liga rosyjska              | złoto                 | 2018/2019                                           |
| Puchar Turcji              | złoto                 | 2020/2021                                           |

## Sukcesy reprezentacyjne
| Osiągnięcie          | Trofeum               | Rok                              |
| Serbia i Czarnogóra  |                       |                                  |
| Mistrzostwa Świata   | brąz                  | 2006                             |
| Serbia               |                       |                                  |
| Mistrzostwa Europy   | złoto · srebro · brąz | 2011, 2019 2007, 2021, 2023 2015 |
| Letnia Uniwersjada   | srebro                | 2009                             |
| Liga Europejska      | złoto · brąz          | 2010, 2011 2012                  |
| Grand Prix           | brąz                  | 2011, 2013                       |
| Puchar Świata        | srebro                | 2015                             |
| Igrzyska Olimpijskie | srebro · brąz         | 2016 2020                        |
| Mistrzostwa Świata   | złoto                 | 2018                             |

## Nagrody indywidualne
- 2007: Najlepsza rozgrywająca Mistrzostw Europy
- 2009: Najlepsza rozgrywająca turnieju finałowego Pucharu Challenge
- 2010: Najlepsza rozgrywająca Ligi Europejskiej
- 2011: Najlepsza rozgrywająca Ligi Europejskiej
- 2011: Najlepsza rozgrywająca Mistrzostw Europy
- 2012: Najlepsza rozgrywająca Ligi Europejskiej[17]
- 2014: Najlepsza rozgrywająca turnieju finałowego Pucharu Polski
- 2015: Najlepsza rozgrywająca turnieju finałowego Ligi Mistrzyń
- 2015: Najlepsza rozgrywająca Mistrzostw Europy
- 2019: Najlepsza rozgrywająca Mistrzostw Europy
- 2022: MVP finału Pucharu CEV[15]